# Bertil Eriksson (militär)
Bertil Eriksson, född 11 juni 1934, död 12 maj 2022 i Nyköping, var en svensk segelflygare och flygvapenofficer.

## Biografi
Eriksson tog segelflygcertifikat på en Grunau Baby år 1952 i Örebro. I juni samma år började han som fältflygarvolontär på Krigsflygskolan (F 5) i Ljungbyhed tillsammans med Lars-Erik Englund och Ragnar Skanåker. Efter utbildningen vid F 5 placerades han på Kalmar flygflottilj (F 12) för inflygning på J 29 Tunnan. Han var divisionschef vid Östgöta flygflottilj (F 3) åren 1961–1968 med flygtjänst på J 29F och har utbildat 24 flygförare på J 29F och Sk 16, från år 1966 flygtjänst på J 35D. Bland piloterna i divisionen fanns bland annat Göran Ax. Eriksson erhöll år 1963 Stockholms-Tidningens guldmedalj för 1962 års flygbragd, då han lotsade ner två unga piloter, vid skilda tillfällen, till lyckade nödlandningar efter motorstopp i deras J 29. 
Mellan åren 1968 och 1971 var han lärare vid Flygvapnets bomb- och skjutskola (FBS), där han fick flyga A 32, J 35F och J 32B. År 1971 kommenderades han till Södermanlands flygflottilj (F 11) i Nyköping som flygchef. Åren 1974–1977 tjänstgjorde han vid flygsektionen på Övre Norrlands militärområde (Milo ÖN) i Boden. Åren 1977–1980 tjänstgjorde han vid länsstyrelsen i Nyköping som militärassistent. År 1980 återvände han till Flygstaben och flygtjänst då han från högersits flög Cessna 404 Titan på uppdrag av svenska Marinen, för spaning efter ubåtar i Östersjön. Åren 1991–1992 tjänstgjorde han tidvis också vid Målflygdivisionen (MFD) på Malmslätt för att flyga J 32B/E. Eriksson pensionerades från Flygvapnet år 1992. Aktiv i Nyköpings Flygklubb 1993-2007. Bodde i Nyköping, var medlem i Odd Fellow och höll föredrag om tiden då han var aktiv flygare.